# فرودگاه برج استین
فرودگاه برج استین (به انگلیسی: Steen Tower Airport) یک فرودگاه همگانی است . این فرودگاه در کشور کانادا قرار دارد و در ارتفاع ۷۰۷ متری از سطح دریا واقع شده است.